# Авантаж
Вижте пояснителната страница за други значения на Авантаж.
Авантаж е дума от френски произход (на френски: avantage) и се използва като синоним на думите предимство, изгода, благоприятно положение.Може да означава даване на аванс. При отборните спортове „авантаж“ се нарича благоприятна ситуация, когато, независимо от извършено нарушение, противникът се оказва в изгодно положение и съдията на срещата не прекъсва играта. В индивидуалните спортове може да има смисъл на даване на някаква изгода преди или по време на играта от по-силния играч на по-слабия за намаляване на разликата в силата и способностите им. Например в шахмата по-силният противник да играе с пешка или фигура по-малко или за по-малко контролно време. В състезания за преминаване на разстояния като бягане, плуване и др. авансът на по-слабия състезател може да бъде даден под формата на разстояние или време на стартиране.